# Licencia de software
| Public Domain           | Non-Protective FOSS license | Protective FOSS License | Protective FOSS License | Proprietary License    | Trade Secret        |
| All rights relinquished | ← more rights granted       | ← more rights granted   | more rights retained →  | more rights retained → | All rights retained |

Las licencias de software en el contexto de los derechos de autor de acuerdo a Marcos Webbink. De izquierda a derecha hay menos derechos para un licenciatario/usuario de un software y más derechos retenidos por el propietario.
Una licencia de software es un contrato entre el licenciante (autor/titular de los derechos de explotación/distribución) y el licenciatario (usuario consumidor,  profesional o empresa) del programa informático, para utilizarlo cumpliendo una serie de términos y condiciones establecidas dentro de sus cláusulas, es decir, es un conjunto de permisos que un desarrollador le puede otorgar a un usuario en los que tiene la posibilidad de distribuir, usar o modificar el producto bajo una licencia determinada. Además se suelen definir los plazos de duración, el territorio donde se aplica la licencia (ya que la licencia se soporta en las leyes particulares de cada país o región), entre otros.
Las licencias de software pueden establecer entre otras cosas: la cesión de determinados derechos del propietario al usuario final sobre una o varias copias del programa informático, los límites en la responsabilidad por fallos, el plazo de cesión de los derechos, el ámbito geográfico de validez del contrato e incluso pueden establecer determinados compromisos del usuario final hacia el propietario, tales como la no cesión del programa a terceros o la no reinstalación del programa en equipos distintos al que se instaló originalmente.

## Partes de una licencia desoftware

### Elementos personales de una licencia desoftware

#### Licenciante
El licenciante o proveedor-licenciante es aquel que provee el software más la licencia al licenciatario, la cual, le permitirá a este último tener ciertos derechos sobre el software. El rol de licenciante lo puede ejercer cualquiera de los siguientes actores:
- Autor: el o conjunto de desarrolladores que crea el software son por antonomasia quienes en una primera instancia poseen el rol de licenciante al ser los titulares originales del software.
- Titular de los derechos de explotación: es la persona natural o jurídica que recibe una cesión de los derechos de explotación de forma exclusiva del software desde un tercero, transformándolo en titular derivado y licenciantes del software.
- Distribuidor: es la persona jurídica a la cual se le otorga el derecho de distribución y la posibilidad de generar sublicencias del software mediante la firma de un contrato de distribución con el titular de los derechos de explotación y producto.

#### Garantía de titularidad
Es la garantía ofrecida por el licenciante o propietario, en la cual, asegura que cuenta con suficientes derechos de explotación sobre el software como para permitirle proveer una licencia al licenciatario.

#### Licenciatario
El licenciatario o usuario-licenciatario es aquella persona física o jurídica que se le permite ejercer el derecho de uso más algún otro derecho de explotación sobre un determinado software cumpliendo las condiciones establecidas por la licencia otorgada por el licenciante.
- Usuario consumidor: persona natural que recibe una licencia de software otorgada por el licenciante, la cual, se encuentra en una posición desventajosa ante los términos y condiciones establecidas en ella.
- Usuario profesional o empresa: persona natural o jurídica que recibe una licencia de software otorgada por el licenciante, la cual, se encuentra en igualdad de condiciones ante el licenciante para ejercer sus derechos y deberes ante los términos y condiciones establecidos en la licencia.

### Elementos objetivos de una licencia desoftware

#### Plazo
El plazo determina la duración en el tiempo durante la cual se mantienen vigentes los términos y condiciones establecidos en licencia. Las licencias sobre la base de sus plazos se pueden clasificar en:
- Licencias con plazo específico.
- Licencias de plazo indefinido.
- Licencias sin plazo.

#### Precio
El precio determina el valor el cual debe ser pagado por el licenciatario al licenciante por el concepto de la cesión de derechos establecidos en la licencia.

## Clasificación de las licencias desoftware en la actulidad

### Según los derechos que cada autor se reserva sobre su obra

#### Licencia desoftwarede código abierto permisivas[6]
Se puede crear una obra derivada sin que esta tenga obligación de protección alguna. Muchas licencias pertenecen a esta clase, entre otras: 
- Academic Free License v.1.2.
- Apache Software License v.1.1
- Artistic License v.2.0
- Attribution Assurance license.
- BSD License.
- MIT License.
- University of Illinois/NCSA Open Source License.
- W3C Software Notice and License.
- Zope Public License v.2.0
- Open LDAP License v.2.7
- Perl License.
- Academic Free License v.3.0

- PHP License v.3.0
- VMS License.

#### Licencia desoftwarede código abierto robustas
Estas licencias aplican algunas restricciones a las obras derivadas, haciendo que según el grado de aplicación se puedan dividir a su vez en dos subcategorías:

##### Licencias de software de código abierto robustas fuertes
Las licencias de software de código abierto robustas fuertes o con copyleft fuerte, contienen una cláusula que obliga a que las obras derivadas o modificaciones que se realicen al software original se deban licenciar bajo los mismos términos y condiciones de la licencia original.
Entre las licencias de esta categoría están: 
- Common Public License v.1.0.
- GNU General Public License v.2.0.
- GNU General Public License v.3.0.
- Eclipse Public License.
- eCos License v.2.0
- Sleepycat Software Product License.
- Affero License v.1.0
- Affero License v.2.0
- OpenSSL License.

##### Licencias de software de código abierto robustas débiles
Las licencias de software de código abierto robustas débiles, con copyleft débil/suave o híbridas, contienen una cláusula que obliga a que las modificaciones que se realicen al software original se deban licenciar bajo los mismos términos y condiciones de la licencia original, pero que las obras derivadas que se puedan realizar de él puedan ser licenciadas bajo otros términos y condiciones distintas.
Entre las licencias de esta categoría están: 
- GNU
 Lesser General Public License v.2.1.
- Mozilla Public License
- Open Source License.
- Apple Source License v.2.0
- CDDL.
- EUPL.

#### Licencia desoftwarede código cerrado
Estas licencias también se conocen con el nombre de «software propietario» o privativo. En ellas los propietarios establecen los derechos de uso, distribución, redistribución,ventas, copia, modificación, cesión y en general cualquier otra consideración que se estime necesaria.
Este tipo de licencias, por lo general, no permiten que el software sea modificado, desensamblado, copiado o distribuido de formas no especificadas en la propia licencia (piratería de software), regula el número de copias que pueden ser instaladas e incluso los fines concretos para los cuales puede ser utilizado. La mayoría de estas licencias limitan fuertemente la responsabilidad derivada de fallos en el programa.
Los fabricantes de programas sometidos a este tipo de licencias por lo general ofrecen servicios de soporte técnico y actualizaciones durante el tiempo de vida del producto.
Hay escenarios en que el fabricante del programa es, a la vez, proveedor de la licencia, de actualizaciones y del soporte técnico, sin posibilidad de tercerización, lo que le permite mantener cautivo al usuario.
Algunos ejemplos de este tipo de licencias son las llamadas  acuerdo de licencia de usuario final (ALUF), también llamado en algunos países contrato de licencia de usuario final (CLUF). En el mundo anglosajón se llama end-user license agreement (EULA), pero los contratos en español deben recoger el término en español.

#### Softwarede dominio público (sin licencia)
Se permite uso, copia, modificación o redistribución con o sin fines de lucro.

### Según su destinatario

#### Licencia de usuario final
El acuerdo de licencia de usuario final (ALUF) es una licencia por la cual el uso de un producto solo está permitido para un único usuario (el comprador).
En este tipo de contrato, el dueño de los derechos de un producto insta al usuario final de este a que reconozca tener conocimiento de las restricciones de uso, de los derechos del autor, de las patentes, etc., y que acepte de conformidad.
El conocimiento del contenido de los contratos es difícil antes de la compra del producto ya que las cajas de los productos raramente contienen una copia completa del mismo, dándose que el comprador en la mayor parte de las ocasiones conoce su contenido después de la compra.
En ocasiones se exige al usuario el renunciar a realizar reclamos o demandas legales por diversos motivos (tales como posibles daños producidos por el producto o fallos en él) o aceptar la restitución de la mercancía en la forma y monto que la compañía decida.
Este tipo de acuerdo expresa los usos que se pueden dar y cuáles no al producto, ya que quien lo compra no es, legalmente, en ninguna forma dueño del producto, sino solo de una licencia para su uso, considerándose esto último por algunas personas como una limitación a los derechos del consumidor
Este tipo de acuerdos son unilaterales pues el usuario no tiene más opción que aceptar o rechazar el contenido del mismo (en algunos países existen organizaciones de protección al consumidor que autorizan ciertas excepciones).

#### Licencia de distribuidores
En este tipo de contrato, se le asigna derechos restringidos a un mayorista para que venda el producto software a terceros dando una remesa o comisión al fabricante. La misma puede ser por primera venta o licencia de renovación de contrato. No se trata de una licencia de uso en términos jurídicos, sino más bien en un acuerdo comercial en el que no tiene por qué ser cedido el derecho de distribución necesariamente. Puede darse el caso de simple actividad comercial en la que el distribuidor ni siquiera tenga contacto con el software, y este como elemento y la licencia de uso en sí sea directamente suscrita y puesta a disposición por parte del fabricante. Encargándose el distribuidor del correspondiente cobro al usuario y pago al fabricante menos su comisión.